# Adrian Honkisz
Adrian Honkisz, né le 27 février 1988, est un coureur cycliste polonais.

## Palmarès
- 2008
  - 2e du championnat de Pologne sur route espoirs
- 2009
  - 2e étape du Tour du Maroc
- 2010
  - Carpathia Couriers Path :
    - Classement général
    - 2e et 3e étapes

  - 2e étape du Szlakiem walk mjr. Hubala
  - 3e du Puchar Ministra Obrony Narodowej
  - 3e du GP Tartu
- 2012
  - 4e étape de la Course de Solidarność et des champions olympiques
  - 2e du championnat de Pologne de la montagne
- 2013
  - Coupe des Carpates
  - 2e du championnat de Pologne sur route
- 2014
  - 3ea étape du Sibiu Cycling Tour (contre-la-montre par équipes)
- 2015
  - Coupe des Carpates

## Classements mondiaux
| Année                                 | 2009 | 2010 | 2011 | 2012 | 2013 | 2014 | 2015 | 2016  | 2017  | 2018  | 2019  |
| ------------------------------------- | ---- | ---- | ---- | ---- | ---- | ---- | ---- | ----- | ----- | ----- | ----- |
| Classement mondial                    |      |      |      |      |      |      |      | 1217e | 1782e | 3022e | 1274e |
| UCI Europe Tour                       | nc   | 98e  | nc   | 577e | 120e | 914e | 322e | 877e  | 1130e | 2012e | 880e  |
| UCI Asia Tour                         | nc   | nc   | nc   | nc   | nc   | 168e | nc   | 602e  | nc    | nc    |       |
| UCI Africa Tour                       | 72e  | nc   | nc   | nc   | nc   | nc   | nc   | nc    | nc    | nc    |       |
|                                       |      |      |      |      |      |      |      |       |       |       |       |
| Légende : nc = non classéSource : UCI |      |      |      |      |      |      |      |       |       |       |       |